# Ulica Podkarpacka w Krośnie
Ulica Podkarpacka w Krośnie – ulica w Krośnie, przebiegająca przez dzielnice i osiedla: Polanka, os. Południe, os. Traugutta, os. Grota-Roweckiego. Jej przedłużeniem w kierunku Przemyśla jest ul. Bieszczadzka, a w kierunku Nowego Sącza Aleja Jana Pawła II. Jest częścią krośnieńskiej linii średnicowej zwanej potocznie obwodnicą. Jest częścią drogi krajowej nr 28.

## Obiekty znajdujące się przy ulicy Podkarpackiej
- Cmentarz Komunalny w Krośnie (przy skrzyżowaniu z ul. kard. St. Wyszyńskiego)